# Lauren Jackson
Lauren Elizabeth Jackson (Albury, Australia, 11 de mayo de 1981) es una exjugadora de baloncesto australiana que jugaba de alero y de pívot ocasionalmente debido a su elevada estatura. Es considerada como la mejor jugadora femenina de Australia de todos los tiempos y una de las mejores jugadoras del mundo.
Con la Selección femenina de baloncesto de Australia (las Opals), ganó el Campeonato Mundial de 2006 y obtuvo cinco medallas  en los Juegos Olímpicos de 2000, 2004, 2008, obtenido la plata y en 2012 y 2024 el bronce.
En los Juegos Olímpicos de 2024 se convirtió en la baloncestista más veterana en ser medalla olímpica.
También tiene el récord en Juegos Olímpicos de tiempo transcurrido entre la primera medalla y última (24 años), tanto en baloncesto como en deportes de equipo.
Jackson integró el equipo de Seattle Storm de la Women's National Basketball Association (WNBA) desde 2001 hasta 2012. En paralelo, jugó en la WNBL para el Instituto Australiano del Deporte de desde 1997 hasta 1999, y para Canberra Capitals desde 1999 hasta 2006, desde 2009 hasta 2013, y desde 2014 hasta 2016. Entre tanto, formó parte de Samsung Bichumi de Corea en 2007, Spartak Región de Moscú desde 2007 hasta 2011, Ros Casares Valencia de España desde 2011 hasta 2012, y Heilongjiang Shenda de China en 2013.
En la WNBL de Australia, Jackson fue cinco veces campeona en 1999, 2002, 2003, 2006 y 2010, y cuatro veces Jugadora Más Valiosa en 1999, 2000, 2003 y 2004. En la WNBA de Estados Unidos, fue dos veces campeona en 2004 y 2010, tres veces Jugadora Más Valiosa, una vez Jugadora de las Finales, tres veces mayor anotadora y una vez mayor reboteadora. Además fue nombrada en el Equipo de la Década de la WNBA en 2006 y en el Top 15 de la historia en 2011.
Jackson fue la abanderada de Australia en los Juegos Olímpicos de 2012. En 2015 fue designada Oficial de la Orden de Australia. 
En marzo de 2016 anunció su retiro como jugadora, debido a una lesión crónica de rodilla.

## Selección de Australia
- Campeonato Mundial Sub-19 de 1997: 14 puntos y 10 rebotes por partido.
- Campeonato Mundial de 1998: 11 puntos y 4 rebotes por partido.
- Juegos Olímpicos de 2000: 16 puntos y 8 rebotes por partido.
- Campeonato Mundial de 2002: 23 puntos y 5 rebotes por partido.
- Juegos Olímpicos de 2004: 23 puntos y 10 rebotes por partido.
- Campeonato Mundial de 2006: 21 puntos y 9 rebotes por partido.
- Juegos Olímpicos de 2008: 17 puntos y 9 rebotes por partido.
- Campeonato Mundial de 2010: 13 puntos y 8 rebotes por partido.